# 传送装置
传送装置是一种目前还是虚构的装置，它能在自身不动的情况下，将物体（可以是生物或非生物）瞬间送到一个遥远的地方。它是科幻小说中最常见的交通工具之一，特别是在美国科幻电视剧《星际迷航》中出现。它的名称可能因作品而异，但基本运作概念是一样的。

## 按转移原则分类

### 光束式
光束式在《星际迷航》中以"传送（transport）"法为代表。 它涉及到将物质分解到量子水平，并在"传送器光束"中以能量波的形式传输，在目的地重新物质化。不仅是货物，甚至是一个活生生的人也可以被运输。这项技术消除了航天器人员在登陆一个星球时通过母船或航天飞机进入大气层的需要。 在"宇宙大作战"的制作初期，由于拍摄技术的原因，很难制作用航天飞机登陆地球的场景，因此引入了运输机来避免这种情况。 在影片中，传送器的光束经常因为噪音而引起问题，有些人如船上的医生Leonard McCoy并不喜欢传送器。 在原文中，使用的的命令是"beam up"、"beam in"或"energize"。

#### 原理
遥距转移是要透过专门的传送装置来进行的。被锁定的人或物被环形抑制光束（Annular Confinement Beam，简称ACB）捕获，并被相位转换线圈分解为接近能量状态的量子，称为转移模式。转移图案被储存在图案缓冲器中，然后从位于船体外舱壁的转移光束发射器发射到目的地。由于波和粒子在量子水平的微观世界中是同质的，转移模式被传送到循环抑制光束上的目的地，在那里被重新物质化。只要有发射器和传输器，就不需要接收器和传输器。拥有更先进技术的航天器能够进行"点对点"的传输，不直接使用传输器进行传输和接收，但出于安全考虑，除非在紧急情况下，传输器用于传输或接收。 另外，也不可能通过防御性的盾牌进行传输。
据说美国企业号NCC-1701-D的运输机射程为4000公里，其用途不仅包括运输人员，还包括收集漂浮在太空中的样本，救援船只，以及从船上弹出危险材料。然而，由于传送器的性质，它经常被用作诡异的戏剧性发展的理由，如失去模式的死亡、前往平行宇宙、恢复活力、合并或分裂传送器的目标。 诸如"环形抑制光束"和"模式缓冲器"等词在剧中的传送器故障中经常可以听到，因此了解其原理会使剧情更加精彩。
在某些情况下，传送器是一种超光速的光束，例如《星际迷航：航海家》第十集中的维度传送器，以及《星际迷航》第十一和第十二部剧场版电影中的横渡传送器。

#### 使用例子
- 《星际迷航》(电视剧和电影)
传送装置
- 《恐惧的苍蝇人》（电影）。
物质电送机。
- 《The Fly/The Fly 2: Birth of the Second Generation》（电影）
物质运输机（遥感器）
- 《传送人》（电影）
材料运输机（遥感器）
- 《超七》第29集 "孤独的地球"（电视剧）
Telemobile。
- 《名词空间系列》（小说）。
转接箱，跳盘（踏步盘）。
- 《Luigi's Mansion 2》（游戏）
Go-Go相机。
- 《Kirby the Star (anime)》（动画）
交付系统

### 数据转换式
将生物和物体转换为数据，通过通信进行传输，并在目的地将其恢复原状的一种方法。 有些还通过超光速通信发送。

#### 使用例子
- 《神奇宝贝》（游戏）。
神奇宝贝存储系统（也可以在数据状态下存储。 数据转换被认为是神奇宝贝的独特能力，而不是人类的技能）。
- 《Star Ocean Till the End of Time》（游戏）。
- 传真在Will McCarthy的《Corapshium》中。

### 空間摺疊式

#### 使用例子
- 《嫉妒》系列（小说，Stephen Baxter）。
虫洞
- 《地球联邦的兴衰》（小说，佐藤大辅）。
海格特。
- 《多啦A梦》（漫画，藤子‧F‧不二雄）。
随意门
- 《星际之门》（电影和电视剧）。
星际之门。
- 《Galian in the Armored World》（动画）
超空间传输机。
- 《2001太空漫游》（小说，电影）。
- Stargate。

### 原理不明
- 《大和号太空战舰》（动画）。
瞬时物质转移装置
- 《银河探险》（电影）。
- 数字传送器 --模仿《星际迷航》的作品。 它被用来从星球上运送舰长。 当一个非地球生命体被传送到船上时，发生了一起传送器事故。
- 《The Guine Saga》（小说）。
古代机器，物质传送器，凯萨的传送器。
- 《哥斯拉与基多拉王》（电影）。
安装在KIDS，一个来自23世纪的未来人的时间机器。
- 《变形金刚》（动画系列）。
太空桥。

## 又见
- 特修斯之船
- 超光速导航
- 瞬时旅行
- 量子传送
- 传送器
- Charlie, transporter, please